# Depot Creek Falls
Die Depot Creek Falls sind ein Wasserfall im Mount-Aspiring-Nationalpark auf der Südinsel Neuseelands. Er liegt im Lauf des Depot Creek, der unweit nach dem Wasserfall in den Haast River mündet. Seine Fallhöhe beträgt rund 10 Meter.
Der New Zealand State Highway 6 führt 120 km hinter Wanaka zu einem ausgewiesenen Wanderparkplatz vor der Brückenquerung des Depot Creek. Von dort führt ein Wanderweg stromaufwärts in 5 Gehminuten zur Prallzone des Wasserfalls.